# خليل محمد
خليل محمد (26 مايو 1993) لاعب كرة قدم بحريني يلعب حاليا لصالح نادي الدرجة الأولى الحد البحريني في مركز الوسط المهاجم من 2008 كما يجيد اللعب في مركزي الجناح الأيمن والأيسر.

## الإنجازات
- الدرجة الأولى (1): 2016
- كأس ملك البحرين (1): 2015